# Korbach
Korbach est une ville allemande située en Hesse et chef-lieu de l'arrondissement de Waldeck-Frankenberg.

## Histoire
| Appartenances historiques Comté de Waldeck-Waldeck 1418–1486 Comté de Waldeck-Eisenberg 1486–1692 Comté de Waldeck 1692–1712 Principauté de Waldeck-Pyrmont 1712–1918 République de Weimar 1918–1933 Reich allemand 1933–1945 Allemagne occupée 1945–1949 Allemagne 1949–présent |

Korbach est mentionnée pour la première fois en 980 dans un document d'Otton II du Saint-Empire.

## Jumelages
- Avranches (France) depuis 1963
- Waltershausen (Allemagne)
- Pyrzyce (Pologne) depuis 1998
- Vysoké Mýto (Tchéquie)

## Économie
La ville compte une usine de fabrication de pneumatiques du groupe allemand Continental AG.

## Monuments
- Pilori de Korbach (XVIe siècle)

## Personnalités liées à la ville
- Josias Ier de Waldeck-Eisenberg (1554-1588), comte de Waldeck-Eisenberg né et mort au château d'Eisenberg.
- Philippe-Thierry de Waldeck (1614-1645), comte de Waldeck-Eisenberg mort à Korbach.
- Charles Frédéric Krahmer de Bichin militaire qui combattit pour et contre les français au XIXe siècle.